# Sarah Allen Olney
Sarah Allen Olney (12 mai 1842 - 10 septembre 1915) est une directrice d'école britannique. Elle est première directrice de deux écoles et cofondatrice avec sa sœur de l'une d'entre elles. 

## Biographie
Sarah Olney Allen naît à Saltash en Cornouailles, fille de Jane Ann Carpenter et Henry Allen Olney. Son père est avocat et sa mère gère une école privée dans l'ouest de l'Angleterre. Elle fait ses études secondaires en France, Italie et Allemagne, puis passe avec succès les examens locaux d'entrée à l'université de St Andrews et l'examen externe Lady Literate in Arts.

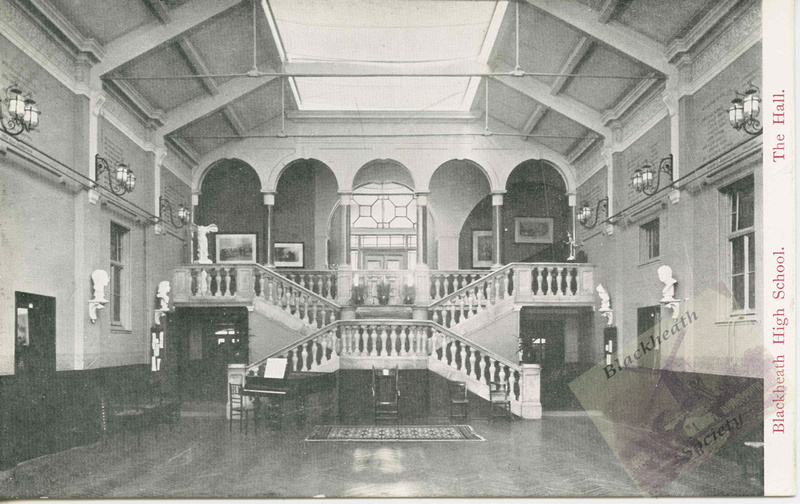
École de Blackheath (en 1896).

Sa sœur Rebecca est alors directrice d'une école de la Girls 'Public Day School Company à St John's Wood et Sarah Olney rejoint l'école en tant que directrice adjointe en 1879. Lorsque le GPDSC ouvre la Blackheath High School en 1880, Sarah en est nommée directrice. L'école ouvre avec 68 élèves et au cours des six années suivantes, elle en accueille 250. Elle enseigne la littérature anglaise, avec un intérêt particulier pour Shakespeare et Milton, et les mathématiques, et encourage les élèves à se présenter aux examens d'entrée aux universités d'Oxford et de Cambridge, tout en développant leurs compétences sociales. Sarah et Rebecca Olney sont toutes deux signataires de la pétition de 1885 en faveur du suffrage des femmes
En 1886, les deux sœurs créent une nouvelle école, The Elms, à Hampstead, que Sarah dirige. En 1889, l'école s'installe à Belsize Park Gardens puis en 1891, s'installe dans un nouveau bâtiment sur Crossfield Road, The Hall,. Sarah Olney s'engage en faveur du maintien d'un secteur privé dans l'éducation des filles et, en juillet 1894, elle intervient au nom de l'association des écoles privées anglaises devant la commission royale sur l'enseignement secondaire (la commission Bryce), témoignant qu'elle avait visité 69 écoles privées pour se renseigner sur les opportunités offertes par le secteur privé. Elle cite en exemple les réussites de ses élèves aux examens d'entrée à l'université, tout en remarquant que les parents des milieux sociaux favorisés restaient opposés à ce que leurs filles travaillent pour préparer ces examens.
En 1905, les sœurs Olney prennent leur retraite et vendent leur école. Sarah Olney meurt à Ormea en Italie en 1915 où elle vit une partie de l'année.